# Exformation
Exformation är ett begrepp, beskrivet i boken Märk världen av den danska författaren Tor Nørretranders, som avser explicit bortgallrad information.
Exformation är det som funnits i medvetandet hos avsändaren men som avsiktligt gallrats bort och inte överförs i meddelandet men som ändå tillgängliggörs hos mottagaren tack vare sammanhang, associationer, kunskap eller gemensamma erfarenheter.
Behovet av begreppet exformation har bl.a. sin bakgrund i att det vi i dagligt tal avser med information (som till exempel mening, innehåll, överskådlighet och ordning) inte överensstämmer med hur informationsbegreppet är definierat i den av Claude Shannon utvecklade informationsteorin. Informationsteorin handlar om hur man beräknar hur mycket information som kan överföras på en given teknisk förbindelse. Informationsbegreppet har i teorin inget att göra med mening och innehåll utan är endast en icke förutsägbar följd av tecken eller symboler (som till exempel ettor och nollor). Ju mer oförutsägbar desto mer information.
Det är den överförda informationen, i en korrespondens, som tillsammans med exformation (som inte överförs -  "den bara finns" )
som ger mening och innehåll. "Bägge är meningslösa utan varandra - information utan exformation är tomt prat, exformation utan information är inte exformation utan bara bortgallrad information." 
Mängden av exformation avspeglar också det logiska djupet i utsagan. "Ju mer exformation som har tagits fram och bortsorterats, desto djupare mening och komplexitet har skapats".
Ett exempel som Tor Nørretranders hänvisar till är när författaren Victor Hugo  efter utgivningen av romanen Samhällets olycksbarn under sin semester undrade hur den nya romanen hade mottagits och skickade till sin förläggare ett brev med lydelsen: "?". Förläggaren svarade med "!" i sitt svarsbrev, som indikation att försäljningen gick bra. Exemplet belyser hur en korrespondens med i teknisk mening extremt lite överförd information ("världens kortaste brevväxling"), men med väldigt mycket exformation, ändå klart kan förmedla budskapet.